# Токийский филармонический оркестр
Токийский филармонический оркестр (яп. 東京フィルハーモニー交響楽団 то:кё: фируха:мони: ко:кё:гакудан) — старейший и крупнейший классический симфонический оркестр в Японии, базирующийся в Токио.
Оркестр был основан в городе Нагоя в 1911 году. В 1938 база оркестра была перенесена в Токио. С этого момента оркестр стал играть заметную роль в культурной жизни страны. Под управлением немецкого дирижёра и композитора Манфреда Гурлитта, который руководил Токийским филармоническим оркестром с 1940 года, он впервые познакомил японскую публику с шедеврами европейского классического симфонического и оперного репертуара. Вскоре после Второй мировой войны Токийский филармонический оркестр стал полностью независимой от государства организацией и получил своё нынешнее название.
Сегодня Токийский оркестр, состоящий из 166 музыкантов, является крупнейшим в Японии. Он регулярно выступает с симфоническими программами, оперными и балетными постановками на трёх ведущих концертных площадках Токио: «Bunkamura Orchard Hall», «Suntory Hall» and «Tokyo Opera City». Его основная база — концертный зал «Orchard Hall», входящий в комплекс культурного центра Бункамура. Оркестр выпускает записи и сотрудничает с телерадиокорпорацией NHK, гастролирует в Европе. Кроме того, Токийский филармонический оркестр принимает участие в записи саундтреков к мультфильмам («Возвращение кота») и компьютерным играм («Kingdom Hearts II», «Ace Attorney»).
С Токийским филармоническим оркестром сотрудничают многие известные музыканты мира. Среди дирижёров, работающих с ним: Манфред Гурлитт, Кадзуо Ямада, Чон Мён Хун, Паскаль Верро.  С 2000 года должность главного приглашённого дирижёра в оркестре занимает Владимир Федосеев.

## Награды
- «Ongaku No Tomo Sha Prize» (1984)
- «Art Festival Prize», приз культурного агентства министерства образования, культуры и спорта Японии (1986)
- «Art Festival Grand Prize» (1995).